# 19783 Antoniromanya
19783 Antoniromanya è un asteroide della fascia principale. Scoperto nel 2000, presenta un'orbita caratterizzata da un semiasse maggiore pari a 3,0553929 UA e da un'eccentricità di 0,1544485, inclinata di 2,41949° rispetto all'eclittica.